# Sannat (Malta)
Sannat (oder Ta’ Sannat) ist ein Dorf auf der Insel Gozo der Republik Malta mit 1913 Einwohnern (Stand 31. Dezember 2020). Sannat liegt im Süden der Insel und ist bekannt für seine hohen Klippen, seine prähistorischen Schleifspuren, Tempel und Dolmen sowie für seine reiche Flora und Fauna.
Nachbargemeinden sind Għajnsielem, Munxar und Xewkija. Im Südwesten grenzt die Gemeinde ans Meer.
Schutzpatronin der Gemeinde ist die heilige Margareta von Antiochia.

## Gemeindepartnerschaft
Seit 2004 besteht eine Partnerschaft zwischen Sannat und der italienischen Gemeinde Pisoniano in der Metropolitanstadt Rom, Region Latium.